# WinneToons – Die Legende vom Schatz im Silbersee
WinneToons – Die Legende vom Schatz im Silbersee ist ein Zeichentrickfilm nach Motiven von Karl May aus dem Jahr 2009.

## Inhalt
Arizona 1869: Winnetou und Old Shatterhand versuchen dem gewissenlosen Colonel Brinkley das Handwerk zu legen, der mit seiner skrupellosen Banditenbande Züge ausraubt und so den Bau der Eisenbahnlinie durch den Wilden Westen verzögert. Außerdem machen sich die Blutsbrüder Sorgen um Winnetous rebellische Schwester Nscho-tschi, die sich nicht zur Squaw geboren fühlt, sondern lieber wie die Männer auf die Jagd geht. Als dann der New Yorker Waisenjunge Bobby mit seinem besten Freund, der Ratte Winchester, auftaucht und eine geheimnisvolle Karte von einem im Silbersee verborgenen Goldschatz ins Spiel kommt, überschlagen sich die Ereignisse: Brinkley kidnappt Bobby und Nscho-tschi und stiehlt die Schatzkarte – doch Winnetou und Old Shatterhand sind ihm dicht auf den Fersen.

## Rezeption
- Der Film spielte 48.582 Euro ein, und kam auf 11.467 Besucher (EDI) bzw. nur 7.718 laut FFA.[3]

## Sonstiges
- Das Buch zum Film erschien im Karl-May-Verlag (KMV).
- Die DVD zum Film erschien bei Euro Video; jetzt erhältlich beim KMV.
- Eine Hörspielfassung wurde von Edelkids veröffentlicht; jetzt erhältlich beim KMV.
- Die dtp Entertainment AG veröffentlichte ein Computerspiel zum Film WinneToons: Die Legende vom Schatz im Silbersee für die Plattform Nintendo DS.[4]

## Quelle
- Eintrag im Karl-May-Wiki.